# Лиманец (село)
Лиманец (укр. Лиманець, до 2016 г. — Кирово) — село в Дарьевской сельской общине Херсонского района Херсонской области Украины. В 2022 году, во время вторжения России в Украину, село было захвачено и находилось под оккупацией ВС РФ. 11 ноября 2022 Вооружённые силы Украины освободили село в ходе контрнаступления в Херсонской области.
Почтовый индекс — 74320. Телефонный код — 5546. Код КОАТУУ — 6520682401.

## Население
Население по переписи 2001 года составляло 896 человек.

### Языковой состав
Родной язык населения по данным переписи 2001 года:
| Язык       | Численность, чел. | Доля     |
| ---------- | ----------------- | -------- |
| Украинский | 816               | 91,07 %  |
| Русский    | 78                | 8,71 %   |
| Другое     | 2                 | 0,22 %   |
| Итого      | 896               | 100,00 % |